# St. Johann Baptist (Walkerszell)

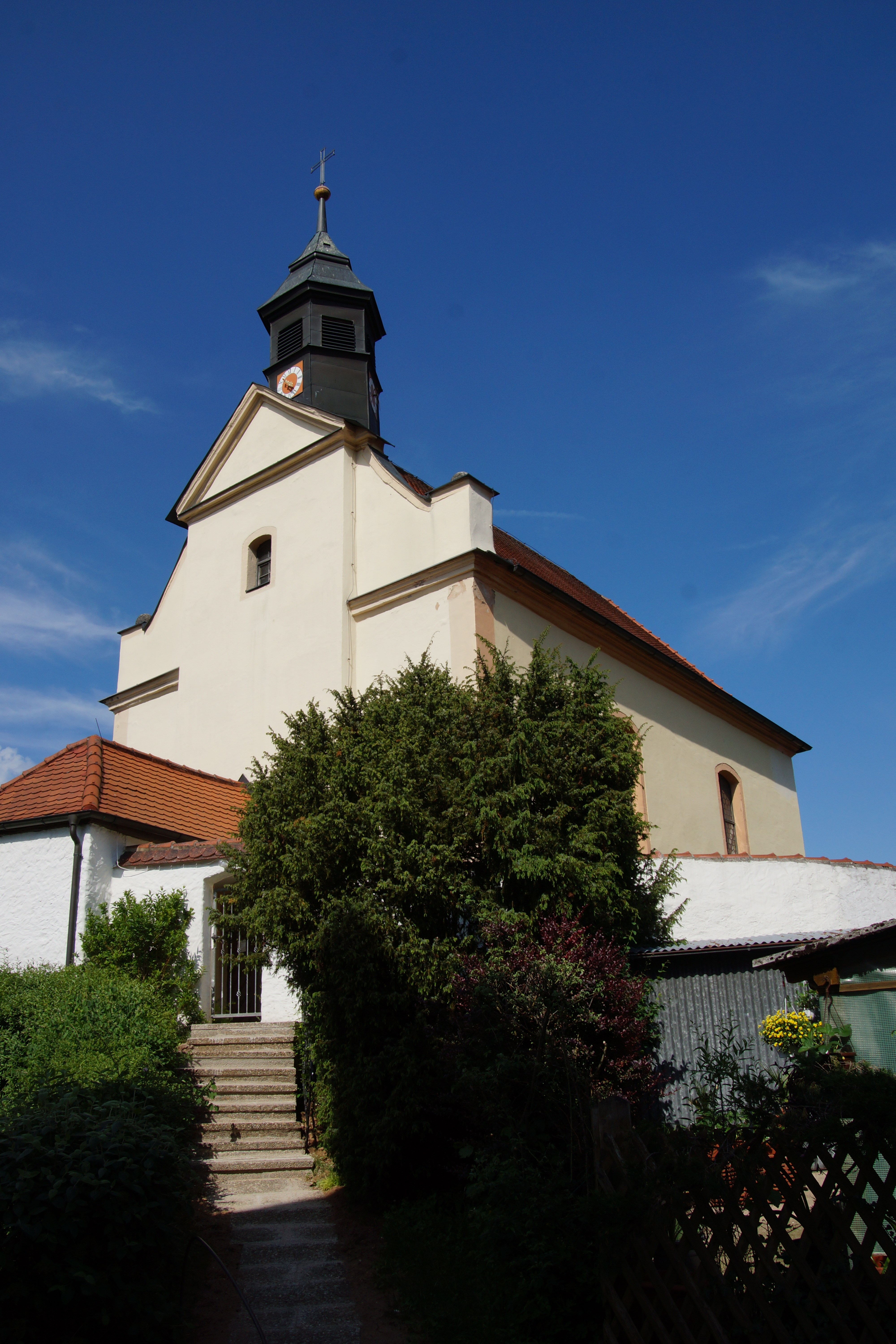
St. Johann Baptist (2018)

Die katholische Filialkirche St. Johann Baptist in Walkerszell (Markt Pleinfeld) ist eine Expositur der Pfarrkirche St. Veit im Dekanat Weißenburg-Wemding. Das Gebäude ist unter der Denkmalnummer D-5-77-161-136 als Baudenkmal in die Bayerische Denkmalliste eingetragen.
Das Gebäude steht mittig im Dorf auf einer Höhe von 414 m ü. NHN. Um die Kirche scharen sich die Höfe des Ortes. Von den Häusern eingeengt, führen mehrere Stufen zur Kirche und zum Friedhof.
Die Kirche wurde 1720 anstelle einer abgebrannten Vorgängerkirche wahrscheinlich nach den Plänen des Ellinger Baumeisters Franz Keller vom Deutschen Orden errichtet. Die geostete, mit einem Satteldach bedeckte Saalkirche trägt einen sechseckigen Dachreiter. Im Westen befindet sich das Portal im Bereich eines Risalits, der in einem Dreiecksgiebel endet. Der Hochaltar stammt aus dem Jahr 1640, während die Seitenaltäre und die Kanzel 1668 geschaffen wurden. Im Inneren besticht das Bandelwerk, welches in den Ornamenten und bei den Motiven auf Gitterfelder, Gehänge und Tulpenstäbe zurückgreift. Im Stuck der Decke ist das Hoheitszeichen des Landkomturs Karl Heinrich von Hornstein zu Ellingen eingebunden.
An der Empore der Orgel ist folgende Gedenkschrift angebracht: „Nach den Schäden des zweiten Weltkrieges außen und innen von Grund auf renoviert (auch neu gedeckt und erstmals mit Wasserschutzanlage an Dach und Fassade versehen), neuen Fußboden und Gestühl und Glocke beschafft, unter Pfarrer Salomon, St. Veit. Vollendet 1965/66.“
Die Orgel stammt von Max Bittner und wurde 1843 ursprünglich für die evangelisch Marienkirche in Reuth unter Neuhaus angefertigt.